# Oconaluftee Baptist Church
L'Oconaluftee Baptist Church – ou Smokemont Baptist Church – est une église à Smokemont, dans le comté de Swain, en Caroline du Nord, dans l'est des États-Unis. Protégée au sein du parc national des Great Smoky Mountains, elle est inscrite au Registre national des lieux historiques depuis le 1er janvier 1976.